# Xylopertha reflexicauda
Xylopertha reflexicauda är en skalbaggsart som först beskrevs av Pierre Lesne 1937.  Xylopertha reflexicauda ingår i släktet Xylopertha och familjen kapuschongbaggar. Inga underarter finns listade i Catalogue of Life.